# Shark Tooth Mountain
Shark Tooth Mountain är ett berg i Kanada.   Det ligger i provinsen British Columbia, i den södra delen av landet, 3 000 km väster om huvudstaden Ottawa. Toppen på Shark Tooth Mountain är 2 533 meter över havet, eller 1 005 meter över den omgivande terrängen. Bredden vid basen är 11,8 km.
Terrängen runt Shark Tooth Mountain är kuperad åt sydväst, men åt nordost är den bergig. Trakten runt Shark Tooth Mountain är nära nog obefolkad, med mindre än två invånare per kvadratkilometer.. Det finns inga samhällen i närheten.
I omgivningarna runt Shark Tooth Mountain växer i huvudsak barrskog.